# حديقة زاكوما الوطنية
حديقة زاكوما الوطنية هي منتزه وطني تبلغ مساحتها 1،158 ميلًا مربعًا، تقع في جنوب شرق تشاد على حدود إقليم قيرا وإقليم سلامات. وهي أقدم حديقة وطنية في البلاد ، أعلنت منتزها وطنيّا في عام 1963 بموجب مرسوم رئاسي، مما يمنحها أعلى أشكال الحماية المتاحة بموجب قوانين الدولة. ويشرف على إدارتها منظمة الحدائق الأفريقية غير الربحية منذ عام 2010 بالشراكة مع حكومة تشاد.

## التاريخ
زاكوما هي أقدم حديقة وطنية في تشاد، أنشأتها الحكومة القومية عام 1963. تعرضت الحياة البرية للتهديد من قبل تجارة العاج والصيد الجائر، بما في ذلك من قبل أعضاء الجنجاويد. في عام 2007، هاجمت قوات المليشيات مقر الحديقة بسبب مخزونها من 1.5 طن من العاج، وقتلت ثلاثة حراس. بدأت حكومة تشاد العمل مع African Parks في عام 2010 للمساعدة في إدارة وحماية المتنزه والحياة البرية فيه، وخاصة الأفيال. تتضمن إستراتيجية مكافحة الصيد الجائر في المنتزه تزويد ما يقرب من 60 حارسًا بوحدات تتبع GPS وأجهزة راديو لتحسين الاتصالات والتنقل والسلامة، بالإضافة إلى تحسين التنقل من خلال استخدام الخيول والمركبات الأخرى. تعهد الاتحاد الأوروبي بمبلغ 6.9 مليون يورو في عام 2011 للمساعدة في حماية الحديقة لمدة خمس سنوات.
توسعت جهود حماية الأفيال خارج حدود المنتزه في عام 2012، وأُنشِئ مهبط للطائرات في هيبان لتسهيل مراقبة الحيوانات المهاجرة. في أغسطس / آب، دمر حراس هيبان معسكرا تابعا لأفراد الجيش السوداني بعد مقتل أربعة فيلة. بعد ثلاثة أسابيع، هاجم الصيادون بؤرة زكوما الاستيطانية في حبان وأطلقوا النار وقتلوا عدة حراس. في أعقاب الهجوم، جرى بناء قواعد إضافية، وشراء طائرة ثانية، وتشكيل فريق استجابة سريع يسمى «مامباس» (على اسم ثعبان يحمل نفس الاسم) لتعزيز الأمن. توفي 23 حارسًا أثناء حماية زكوما منذ عام 1998م، منهم سبعة في 2007، وأربعة بين 2008 و2010، وستة في 2012.

## الغطاء النباتي و الحياة البرية
منتزه زاكوما الوطني هو جزء من منطقة الغطاء النباتي في منطقة الساحل السوداني ، ويحتوي على شجيرات وأعشاب عالية وغابات أكاسيا.
تشمل النباتات المسجلة في الحديقة Combretaceae و Vachellia seyal (الأكاسيا الحمراء).
تم تسجيل مجموعة متنوعة من الثدييات الكبيرة في زكوما ، مثل الجاموس ، الفيل ، زرافة كردفان ، hartebeest ، النمر ، والأسد. في عام 2016 ،قالت صحيفة إندبندنت إن هناك زيادات في أعداد الجاموس والزرافة والأسود في الحديقة في السنوات الأخيرة.  ذكرت التايمز وجود الآلاف من الجاموس ، وأكثر من 130 أسدًا ، 